# コビト
株式会社コビト（1956年11月 設立 - 1988年6月 吸収合併）は、かつて東京都に存在した日本の製菓会社である。旧称東京渡辺製菓株式会社（とうきょうわたなべせいか-）。昭和産業の関連会社から100％子会社となり、1980年（昭和55年）には製菓業を廃業した。「コビトのチューブチョコレート」や「コビトボトルチョコレート」で知られる製菓会社だった。

## 略歴・概要

### 東京渡辺製菓
1952年（昭和27年）10月10日、東京証券取引所に新規上場したばかりの愛知県の菓子メーカー「渡辺製菓株式会社」が、銀行取引停止により、1955年（昭和30年）8月10日に上場廃止、会社整理の状態に入った。昭和産業株式会社が、渡辺製菓の資産である東京工場（板橋区）の土地建物を取得、1956年（昭和31年）11月に設立したのが、「東京渡辺製菓株式会社」である。当初、昭和産業の持ち株比率は75％であった。チョコレート菓子を中心に製造販売した。
いっぽう、「丸に蜂3匹」のマークの「渡辺製菓株式会社」のほうは、1964年（昭和39年）にカネボウがハリスを買収して設立したカネボウハリス（現・クラシエフーズ）が、1972年（昭和47年）に合併した。「渡辺のジュースの素」の榎本健一の有名なコマーシャルソングは、上場廃止後の1958年（昭和33年）のものであった。

### コビト
1965年（昭和40年）10月、東京渡辺製菓株式会社のブランドのひとつであった「コビト」から、同社を社名変更、「株式会社コビト」とした。チョコレートを象徴するカカオ豆を頭に載せた黒人の横顔が同社のシンボルマーク（CI）であった。赤塚不二夫の漫画『おそ松くん』のキャラクター商品、「チューブチョコ」、「パイプチョコ」等を手がけた。
1967年（昭和42年）ころに、イタリアから機械を購入して「ボトルチョコレート」を製造発売した。チョコレートの中身の洋酒部分は、糖蜜、焼酎、香料、洋酒であり、焼酎には合同酒精（現・オエノンホールディングス）のものを使用した。
1971年（昭和46年）2月、親会社の昭和産業が100％子会社化した。
1980年（昭和55年）3月、経営不振に陥り、菓子製造販売を廃業、遊休となった土地建物を賃貸する不動産賃貸業へ転換した。同年7月、明治製菓（現・明治）が子会社として「株式会社ロンド」を設立し、コビトから「ボトルチョコレート」の権利を買収、同年10月に製造・販売を開始している。1987年（昭和62年）7月、昭和産業との合併契約を締結し翌1988年（昭和63年）6月、昭和産業に吸収合併され名実共に法人としての株式会社コビトは消滅。創業から31年8か月の歴史に幕を閉じることとなった。

## 発売されていた商品
- チューブチョコ
- パイプチョコ
- ボトルチョコレート
- おそ松くんシリーズ
  - おそ松くんチョコレート（連載漫画の一場面を記載）[2]
  - シェーチョコレート（包装紙は、おそ松・チビ太・イヤミらが歴史上の人物に扮している）[2]
  - フルーツソフトチョコレート[2]
  - 玉チョコレート[2]
  - バッジガム[2]
  - フーセンガム[2]
  - シェーガム（包装紙は、イヤミがあらゆる衣装で「シェー」をしている）[2]
  - チビ太豆（5色のピーナッツ菓子）[2]
- マンガシリーズ（『おそ松』の影響から、赤塚不二夫がオリジナルキャラ「コビトくん」を作成して商品化）[2]
  - マンガミルクチョコレート[2]
  - マンガガム[2]

ほか
なお「おそ松くんシリーズ」では、「おそ松くんペナント」、「白バイヘルメット」（上にサイレンを装備）、「おそ松くんシネコルト」（拳銃型映写機）、「おそ松くんマジックボー」（帽子）が当たる懸賞を行っていた。

## 註
1. 1 2 3 4 5 6 7 8 9 10  「まぼろしチャンネル」サイト内の「まぼろし第二小学校」、串間努執筆の記事『第6回「コビトのチューブチョコはパチンコ景品のリサイクル」の巻』（2003年4月1日）の記述を参照。
2. 1 2 3 4 5 6 7 8 9 10 11 12  『おそ松くん 第10巻』竹書房、2005年、246 - 253頁。